# Hylambates dorsalis
Hylambates dorsalis är en groddjursart som beskrevs av Peters 1875. Hylambates dorsalis ingår i släktet Hylambates och familjen trädgrodor. IUCN kategoriserar arten globalt som otillräckligt studerad. Inga underarter finns listade i Catalogue of Life.